# 生きている狼
『生きている狼』（いきているおおかみ）は、1964年5月26日に公開された日活制作の大正時代の浅草を舞台にした任侠映画で、監督は井田探、主演小林旭。
遊郭に送られた妹を探して3年間さすらいの旅を続ける男を描いた作品である。

## 配役
- 小林旭 : 山口明夫
- 笹森礼子 : 早苗/千恵
- 長内美那子 : お信
- 二本柳寛 	宮本親分
- 草薙幸二郎 : 健
- 佐野浅夫 : 六造
- 高品格 : 銀次
- 桂小金治 : 金助
- 山田禅二 : 忠造
- 加原武門 : 山口大介
- 紀原土耕 : 甚兵衛
- 有田双美子 : おせい
- 弘松三郎 : 早川
- 郷えい治 : 内藤
- 玉村駿太郎 : 辰
- 野呂圭介 : 鉄
- 荒井岩衛 : 政造
- 伊豆見雄 : 仙吉
- 新井麗子 : 遣り手婆
- 河上信夫 : 薬売り
- 井田武 : 手品師
- 桂小かん : あめ屋
- 水木京二 : 易者
- 芦田伸介 : 村田親分
- 菅井一郎 : 田尻親分

## スタッフ
- 監督 ： 井田探
- 脚本 ： 小山崎公朗、井田探
- 企画 ： 山本武、芦沢俊郎
- 音楽 ： 山本丈晴
- 美術 :  木村威夫
- 編集 :  井上親弥
- 撮影 : 中尾利太郎
- 主題歌 : 「おもかげ」 : 小林旭